# Жулин, Александр Вячеславович
Алекса́ндр Вячесла́вович Жу́лин (род. 20 июля 1963, Калининград, Московская область) — советский и российский фигурист, выступавший в танцах на льду. В паре с Майей Усовой был серебряным призёром Олимпийских игр (1994), бронзовым призёром Олимпийских игр (1992), чемпионом мира (1993) и чемпионом Европы (1993).
В настоящее время — тренер по фигурному катанию, преимущественно работает с танцевальными дуэтами. Привёл к олимпийскому золоту 2006 года Татьяну Навку и Романа Костомарова, а пара Виктории Синициной и Никиты Кацалапова под его руководством завоевала серебряные награды Игр в 2022 году.

## Карьера

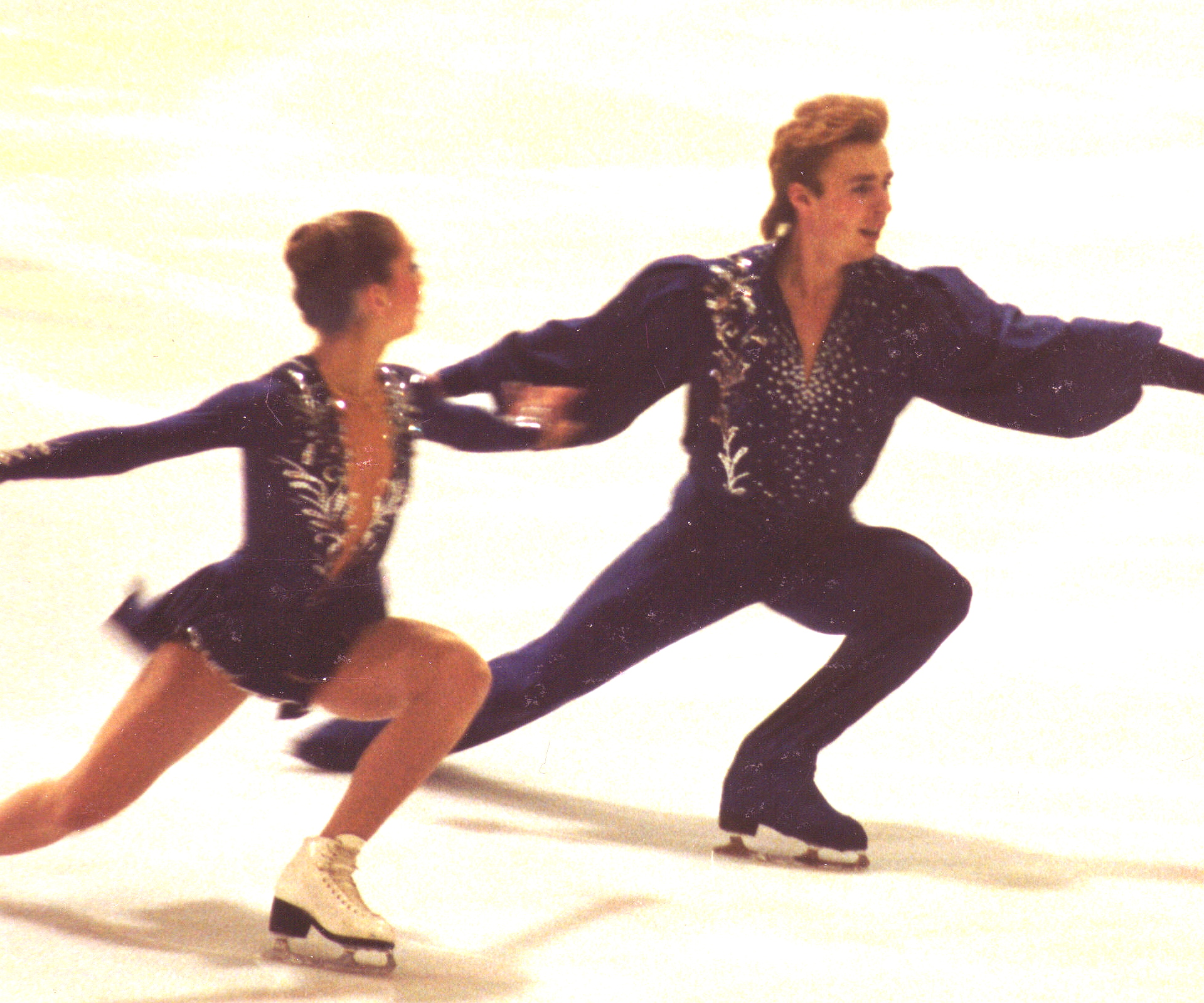
Майя Усова и Александр Жулин в 1989 году.

В пару с Майей Усовой Жулина поставила тренер Наталья Дубова в 1980 году. 24 мая 1986 года Майя и Александр поженились.
В советском фигурном катании долгое время оставались на вторых, а то и третьих ролях. Сначала за парами Климовой / Пономаренко и Анненко / Сретенский, а позже боролись с Оксаной Грищук и Евгением Платовым. На международной арене, кроме перечисленных, соперничали с французами Дюшене. В 1992 году переехали для тренировок в США.
После Олимпиады 1992 года хотели закончить любительскую карьеру, но тренер уговорила остаться до следующей Олимпиады, тем более что до неё было два года, а не четыре, как обычно. Триумфальным стал для дуэта 1993 год, когда они выиграли чемпионаты Европы и мира. Однако в 1994 году перед Олимпиадой в Лиллехамере они проиграли чемпионат Европы вернувшимся на лёд Торвилл и Дину, а также пропустили вперёд Грищук и Платова. На Олимпиаде же стали вторыми после всё тех же Грищук и Платова.

## Профессиональная карьера
В 1994 году, закончив выступать в качестве любителей, Жулин и Усова ушли в профессиональное фигурное катание и участвовали в различных шоу до середины 1998 года, хотя брак их распался значительно раньше. Затем Александр Жулин встал в пару с Оксаной Грищук и гастроливал в шоу уже с ней.
Участвовал в телепроектах Первого канала:
- 2006 — «Звёзды на льду» в паре с актрисой Ингеборгой Дапкунайте.
- 2007 — «Ледниковый период» (тренер).
- 2008 — «Ледниковый период-2» (тренер).
- 2009 — «Ледниковый период: Глобальное потепление» (тренер).
- 2010 — «Лёд и пламень» (телешоу, тренер).
- 2012 — «Ледниковый период: Кубок профессионалов» (тренер).
- 2013 — Ледниковый период-4[1].
- 2014 — Ледниковый период-5[2].

В 2024 году принял участие в съёмках документального фильма «Роман Костомаров: Рождённый дважды».

## Тренерская деятельность

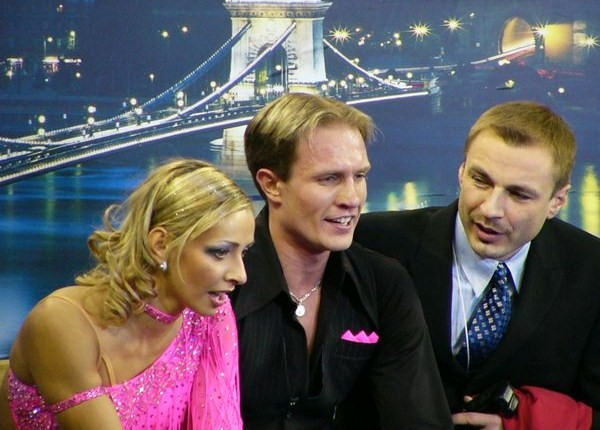
Татьяна Навка, Роман Костомаров и Александр Жулин в феврале 2004 года

Закончив гастрольную деятельность, начал тренировать танцевальные пары. Главными его учениками вплоть до победы на Олимпийских играх 2006 года были Татьяна Навка и Роман Костомаров. Кроме них, он тренировал азербайджанский танцевальный дуэт Кристин Фрейзер — Игорь Луканин, одиночника Александра Абта, а также, совместно с Евгением Платовым, израильтян Галит Хайт и Сергея Сахновского, брата и сестру Зарецких.
Уже по возвращении в Москву он работал с Фумиэ Сугури, Анастасией Гребёнкиной и Вазгеном Азрояном, Натальей Михайловой и Аркадием Сергеевым, Еленой Ильиных и Никитой Кацалаповым, Екатериной Бобровой и Дмитрием Соловьёвым.
С 2008 по 2011 год в его группе работали французы Натали Пешала и Фабьян Бурза, которые стали под руководством Александра Жулина и Олега Волкова чемпионами Европы 2011 года.
В 2022 году в издательстве «Эксмо» вышла книга Александра Жулина «Танцы на льду жизни. Я знаю о любви всё…» (ISBN 978-5-04-120894-3).

## Награды
- Орден Почёта (6 февраля 2023) — «за обеспечение успешной подготовки спортсменов, добившихся высоких спортивных достижений на XXIV Олимпийских зимних играх 2022 года в городе Пекине (Китайская Народная Республика)»[10].
- Орден «За заслуги перед Отечеством» IV степени (24 марта 2014 года) — за большой вклад в организацию подготовки и проведения XXII Олимпийских и XI Параолимпийских зимних игр 2014 года в Сочи и обеспечение успешного выступления сборных команд России[11].
- Орден Дружбы (22 февраля 2007 года) — за большой вклад в развитие физической культуры и спорта, высокие спортивные достижения[12].
- Орден Дружбы народов (22 апреля 1994 года) — за высокие спортивные достижения на XVII зимних Олимпийских играх 1994 года[13].
- Медаль ордена «За заслуги перед Отечеством» II степени (2018 год)[14].
- Заслуженный мастер спорта СССР.
- Заслуженный тренер России.

## Личная жизнь
В 1986 году Александр Жулин женился на партнёрше по паре Майе Усовой. Этот брак продлился до начала 1990-х годов и остался в прошлом задолго до того, как распалась их танцевальная пара.
С 1994 года стал встречаться, а в 2000 году женился на фигуристке Татьяне Навке, которую в то время тренировал. В том же году родилась их с Навкой дочь — Александра. Семья проживала в Нью-Джерси и Нью-Йорке (США), где Александр работал тренером.
В 2006 году Жулин получил американское гражданство.
В 2010 году Навка и Жулин объявили о расставании, при этом отмечалось, что брак фактически длился 14 лет.
В марте 2012 года, в рамках телевизионного шоу «Ледниковый период. Кубок профессионалов», экс-супруги единственный раз после развода выступили в паре. Жанровый танец прощания был исполнен под романс «За всё спасибо, добрый друг…» на стихи Елизаветы Стюарт из фильма «Мы из будущего» в исполнении Екатерины Климовой. Перед выходом на лёд Жулин заверил зрительскую аудиторию, что Татьяна по-прежнему остаётся для него близким человеком, при этом голос его дрогнул. Оригинальный ностальгический номер с подтекстом вызвал благоприятные отклики в прессе, его назвали романтичным и нефальшивым.
В 2011 году Александр женился в третий раз, на фигуристке Наталье Михайловой. В январе 2013 года у них родилась дочь Екатерина, а в апреле 2020-го — дочь Елена.
Дед Жулина по отцу — Александр Дмитриевич Жулин (1913—1949), служил в артиллерии, инженер на артиллерийском заводе. В честь него Александр и получил своё имя.

## Результаты
(Выступления в паре с Майей Усовой)
| Соревнования              | 82/83         | 83/84         | 84/85         | 85/86         | 86/87         | 87/88         | 88/89         | 89/90         | 90/91         | 91/92         | 92/93         | 93/94         |
| Международные             | Международные | Международные | Международные | Международные | Международные | Международные | Международные | Международные | Международные | Международные | Международные | Международные |
| ------------------------- | ------------- | ------------- | ------------- | ------------- | ------------- | ------------- | ------------- | ------------- | ------------- | ------------- | ------------- | ------------- |
| Олимпийские игры          |               |               |               |               |               |               |               |               |               | 3             |               | 2             |
| Чемпионат мира            |               |               |               |               |               |               | 2             | 3             | 3             | 2             | 1             |               |
| Чемпионат Европы          |               |               |               |               |               | 4             | 2             | 2             | 3             | 2             | 1             | 3             |
| NHK Trophy                |               |               |               |               |               |               | 2             |               | 1             | 1             | 1             |               |
| Игры доброй воли          |               |               |               |               |               |               |               |               | 2             |               |               |               |
| Skate America             |               |               |               |               |               |               |               | 1             |               |               | 1             |               |
| Nations Cup               |               |               |               |               |               |               |               | 1             |               |               |               |               |
| Skate Electric            |               |               |               |               |               | 1             | 1             |               |               |               |               |               |
| Московские новости        |               |               |               |               | 3             | 2             |               |               |               |               |               |               |
| Nebelhorn Trophy          |               |               |               | 1             |               |               |               |               |               |               |               |               |
| International St. Gervais |               |               |               | 1             |               |               |               |               |               |               |               |               |
| Универсиада               |               |               | 1             |               | 2             |               |               |               |               |               |               |               |
| Национальные              |               |               |               |               |               |               |               |               |               |               |               |               |
| Чемпионат СССР            |               | 2             | 5             | 3             | 3             | 3             | 3             | 2             | 1             |               |               |               |
| Кубок СССР                | 3             |               |               |               |               |               |               |               |               |               |               |               |

## Фильмография
- 2009 — «Мужчина в моей голове»[источник не указан 67 дней]
- 2010 — «Лучший друг моего мужа»[21]
- 2011 — «Александр Жулин. Стойкий оловянный солдатик» (документальный)[22]
- 2013 — «Сокровища О.К.»[21]
- 2013 — «Торговый центр» (сериал)[источник не указан 67 дней]
- 2014 — «Море. Горы. Керамзит» (сериал)[источник не указан 67 дней]
- 2023 — «Медведева VS Медведева» (документальный)[источник не указан 67 дней]
- 2024 — «Роман Костомаров: Рождённый дважды» (документальный)[23]